# Pitcher (Nueva York)
Pitcher es un pueblo ubicado en el condado de Chenango en el estado estadounidense de Nueva York. En el año 2000 tenía una población de 848 habitantes y una densidad poblacional de 11.5 personas por km².

## Geografía
Pitcher se encuentra ubicado en las coordenadas 42°36′9″N 75°50′5″O / 42.60250, -75.83472.

## Demografía
Según la Oficina del Censo en 2000 los ingresos medios por hogar en la localidad eran de $35,000, y los ingresos medios por familia eran $34,875. Los hombres tenían unos ingresos medios de $27,500 frente a los $19,219 para las mujeres. La renta per cápita para la localidad era de $15,102. Alrededor del 17% de la población estaban por debajo del umbral de pobreza.